# 鼻梁

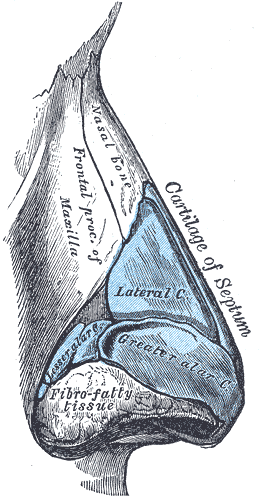
鼻梁位於圖中蓝色部分的上方

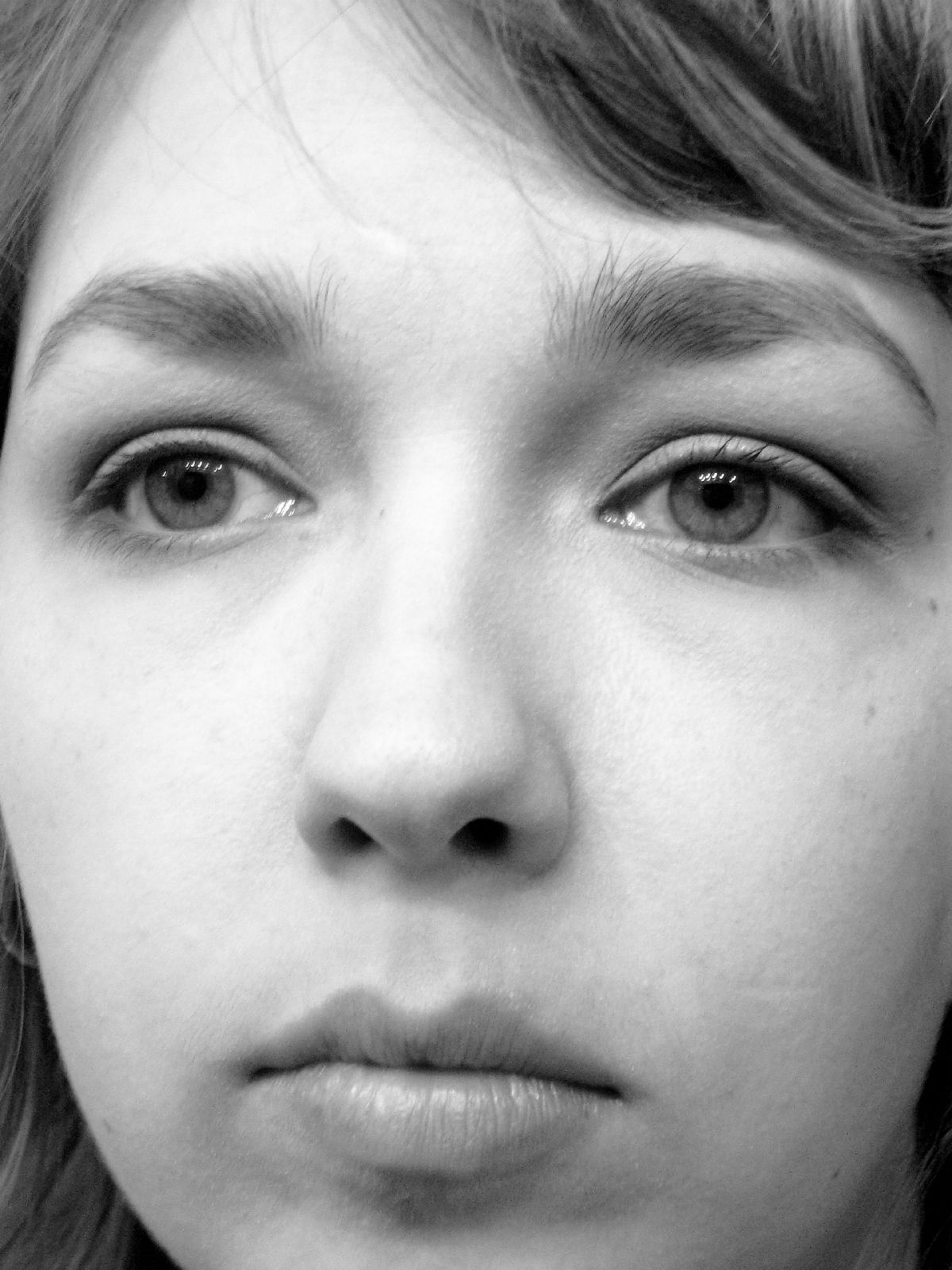
鼻樑位於兩眼之間的正下方

鼻梁是人类鼻子的一部分，它是一種骨質結構，位於人類鼻子的上半部，鼻骨被其覆蓋。內眥贅皮与低平的鼻梁密切相关。较低平的鼻梁容易引起內眥贅皮，反之亦然。 
如果一個人的鼻梁比一般人的鼻樑要低或高，可能患有某種遗传疾病，例如胎兒酒精譜系障礙、唐氏综合症、X染色體易裂症、克氏综合征。